# Municipio de Walnut (condado de Pickaway)
El municipio de Walnut (en inglés: Walnut Township) es un municipio ubicado en el condado de Pickaway en el estado estadounidense de Ohio. En el año 2010 tenía una población de 2809 habitantes y una densidad poblacional de 26,61 personas por km².

## Geografía
El municipio de Walnut se encuentra ubicado en las coordenadas 39°41′29″N 82°53′52″O / 39.69139, -82.89778. Según la Oficina del Censo de los Estados Unidos, el municipio tiene una superficie total de 105.56 km², de la cual 105,27 km² corresponden a tierra firme y (0,27 %) 0,29 km² es agua.

## Demografía
Según el censo de 2010, había 2809 personas residiendo en el municipio de Walnut. La densidad de población era de 26,61 hab./km². De los 2809 habitantes, el municipio de Walnut estaba compuesto por el 98,36 % blancos, el 0,11 % eran afroamericanos, el 0,11 % eran amerindios, el 0,57 % eran asiáticos, el 0,21 % eran de otras razas y el 0,64 % eran de una mezcla de razas. Del total de la población el 0,96 % eran hispanos o latinos de cualquier raza.